# احمد رامی (نویسنده)
احمد رامی (عربی: أحمد رامی؛ ۱۲ دسامبر ۱۹۴۶) نویسنده، فعال سیاسی، شرکت‌کننده در کودتا، افسر نظامی و انکارکنندهٔ هولوکاست مراکشی-سوئدی است. او به‌عنوان بنیانگذار ایستگاه رادیویی رادیو اسلام، که اکنون به‌عنوان یک وب‌سایت فعالیت می‌کند، مورد توجه قرار گرفته‌است.

## زندگی‌نامه
رامی در تافراوت، مراکش به‌عنوان پسر یک شیخ بربر به دنیا آمد. رامی در حین حضور در اکول نورمال سوپریور در کازابلانکا به اتحادیه ملی نیروهای مردمی پیوست. پس از فارغ‌التحصیلی در ژوئن ۱۹۶۳، رامی به تدریس تاریخ، جغرافیا، فرانسه و عربی در مدارس متوسطه در کازابلانکا مشغول شد. در پاییز ۱۹۶۵، رامی در آکادمی نظامی سلطنتی در مکنس ثبت نام کرد تا — به‌عنوان یک افسر — در مخالفت خود با رژیم مؤثرتر حاضر شود. پس از دستگیری و ناپدید شدن مهدی بن برکه، رامی مصمم شد «برای تخریب سیستم وارد آن شود». رامی ستوان تانک در ارتش سلطنتی مراکش شد و ادعا می‌کند که با ژنرال محمد اوفکر روابط نزدیکی داشته‌است. رامی که متقاعد شده بود حسن دوم، پادشاه مراکش، دست‌نشاندهٔ یهودیان و سازمان اطلاعات مرکزی آمریکا (سیا) است، در کودتای ۱۹۷۲ مراکش شرکت کرد. او در سال ۱۹۷۳ از سوئد پناهندگی سیاسی گرفت.
در سال ۱۹۸۷، رامی برای پخش رادیو اسلام شروع به استفاده از یک ایستگاه رادیویی سوئدی با دسترسی عمومی کرد، که ظاهراً یک برنامهٔ روابط عمومی برای مسلمانان سوئد بود. با این حال، محتوای برنامه‌ها بر یهودیان متمرکز بود و این ایستگاه متهم شد که وسیله‌ای برای یهودستیزی است. در سال ۱۹۸۹، «رامی توسط صدراعظم دادگستری سوئد به نفرت‌پراکنی متهم شد». این اتهام به‌ویژه بر اساس برنامه‌های پخش شده از رادیو اسلام و همچنین بر اساس بخش‌هایی از کتاب او با نام اسرائیل چیست؟ به او وارد شد. رامی در سال ۱۹۹۰ به شش ماه حبس محکوم شد و مجوز پخش رادیو اسلام نیز به‌مدت یک سال لغو شد. این ایستگاه در سال ۱۹۹۱ به سرپرستی دیوید جانزون پخش خود را از سر گرفت. با این حال، در سال ۱۹۹۳، جانزون نیز به همین جرم محکوم شد. در مارس ۱۹۹۲، روبر فوریسون به‌دعوت رامی از سوئد دیدن کرد و در دو برنامهٔ رادیو اسلام با او مصاحبه کرد. رامی در سال ۱۹۹۲ در کنفرانس سالانه مؤسسه بررسی تاریخی، سازمانی که انکار هولوکاست را ترویج می‌کند، به‌عنوان سخنران برجسته حضور یافت. رادیو اسلام از سال ۱۹۹۳ تا ۱۹۹۵ پخش نشد، اما این برنامه در سال ۱۹۹۶ به سرپرستی رامی پخش خود را مجدداً آغاز کرد؛ در همان سال رامی وبگاه رادیو اسلام را نیز تأسیس کرد.
در اکتبر ۲۰۰۰، رامی دوباره توسط دادگاه سوئد محکوم و جریمه شد. رامی در فرانسه و سوئد به دلیل نقش داشتن در نگهداری وبگاه رادیو اسلام به دلیل جنایات ناشی از نفرت مورد بازجویی قرار گرفته‌است. آخرین تحقیقات در این زمینه در سال ۲۰۰۴ و پس از آن که دادستان سوئد موفق نشد ثابت کند که رامی مسئول محتوای این وبگاه است، به پایان رسید. به‌گفتهٔ رامی، «گروهی از جوانان» مسئول محتوای وبگاه بوده‌اند، اما از هیچ شخصی نام نبرد. در ۲۵ نوامبر ۲۰۰۶، رامی به‌عنوان سخنران مهمان در یک کنوانسیون جبهه ملی سوسیالیست سوئد حضور داشت و این گروه نیز کتاب‌های او را در وبگاه خود عرضه کرد. رامی نیز جزوات و کتاب‌های خودِ جبههٔ ملی سوسیالیست را توزیع کرد.

## کتابشناسی
- اسرائیل چیست؟ (۱۹۸۸) شابک ‎۹۱-۹۷۱۰۹۴-۰-۱
- زندگی برای آزادی (۱۹۸۹)، خودزندگی‌نامه شابک ‎۹۱−۹۷۱۰۹۴−۱-X
- قدرت اسرائیل در سوئد (۱۹۸۹) شابک ‎۹۱-۹۷۱۰۹۴-۲-۸
- شکار جادوگران یهودی در سوئد (۱۹۹۰) شابک ‎۹۱-۹۷۱۰۹۴-۴-۴
- افکار تابو (۲۰۰۵) شابک ‎۹۱-۹۷۵۹۶۶-۱-۲